# Victor Delefortrie
Victor Delefortrie (1810-1889) originaire de Lille est un architecte qui fonda, avec son fils Paul Delefortrie (1843-1910) un cabinet d'architecture à Amiens.

## Des architectes prolifiques
Victor Louis Deleforterie naît à Lille le 29 août 1810.
Avec son fils Paul, ils contribua grandement par l'importance de leur production à l'essor de l'architecture néogothique dans le département de la Somme durant la seconde moitié du XIXe siècle. Ils œuvrèrent également hors du département.
Paul et Victor Delefortrie devinrent membre de la Société des Architectes du Nord en 1883. La démarche fonctionnaliste de Victor Delefortrie montre qu'il a subi l'influence d'Eugène Viollet-le-Duc. Il était proche des Frères Duthoit avec qui il collabora.
Un grand nombre de plans dessinés par Victor et Paul Delefortrie sont conservés aux Archives départementales de la Somme. Il s'agit d'un fonds important et remarquable pour la connaissance de l'architecture en Picardie au XIXe siècle.
Victor Delefortrie meurt à Amiens le 29 août 1889, jour de son 79e anniversaire.

## Principales œuvres
Ils élevèrent un très grand nombre d'églises néo-romanes et néo-gothiques dans la Somme 

### Victor Delefortrie seul
- Église Saint-Éloi de Rainneville ;
- Église Saint-Jacques d'Abbeville : démolie en 2013,
- Église Sainte-Anne d'Amiens  Classé MH (2007)[4];
- Église de la Nativité de la Vierge de Coisy.
- Église Saint-Pierre de Terramesnil,
- Façade occidentale de l'église Saint-Antoine de Conty

### Victor et Paul Delefortrie
- Chapelle du lycée du Sacré-Cœur d'Amiens, Inscrit MH (2009) [5]
- Chapelle du couvent des clarisses à Amiens (détruite en 1940)
- Chapelle conventuelle de la Sainte-Famille à Amiens
- Chapelle du Bon Pasteur à Amiens
- Église Saint-Éloi de Beaucourt-sur-l'Hallue : reconstruction du clocher et du chœur en 1873[6]
- Église Saint-Nicolas de Beauval,
- Église de la Trinité de Bernaville
- Chapelle du couvent de la Sainte-Famille de Cagny
- Église Saint-Jacques de Daours
- Église Saint-Eustache de Flesselles[7]
- Église Saint-Gilles de Fréchencourt[8]
- Église Saint-Léger de Glisy[9]
- Église Saint-Georges d'Havernas,
- Église Saint-Léger de Molliens-au-Bois[10]
- Église Saint-Pierre de Poulainville[11]
- Église Saint-Fuscien de Saleux[12]
- Église Saint-Firmin de Vignacourt
- Église Saint-Léger, Le Quesnel.

et dans l'Oise :
- Église Saint-Jacques à Beauvais,
- Chapelle Saint-Joseph à Beauvais,
- Église Saint-Just à Saint-Just-en-Chaussée, etc.

Pour les œuvres de Paul Delefortrie, allez sur sa page Wikipédia.

## Galerie Photos

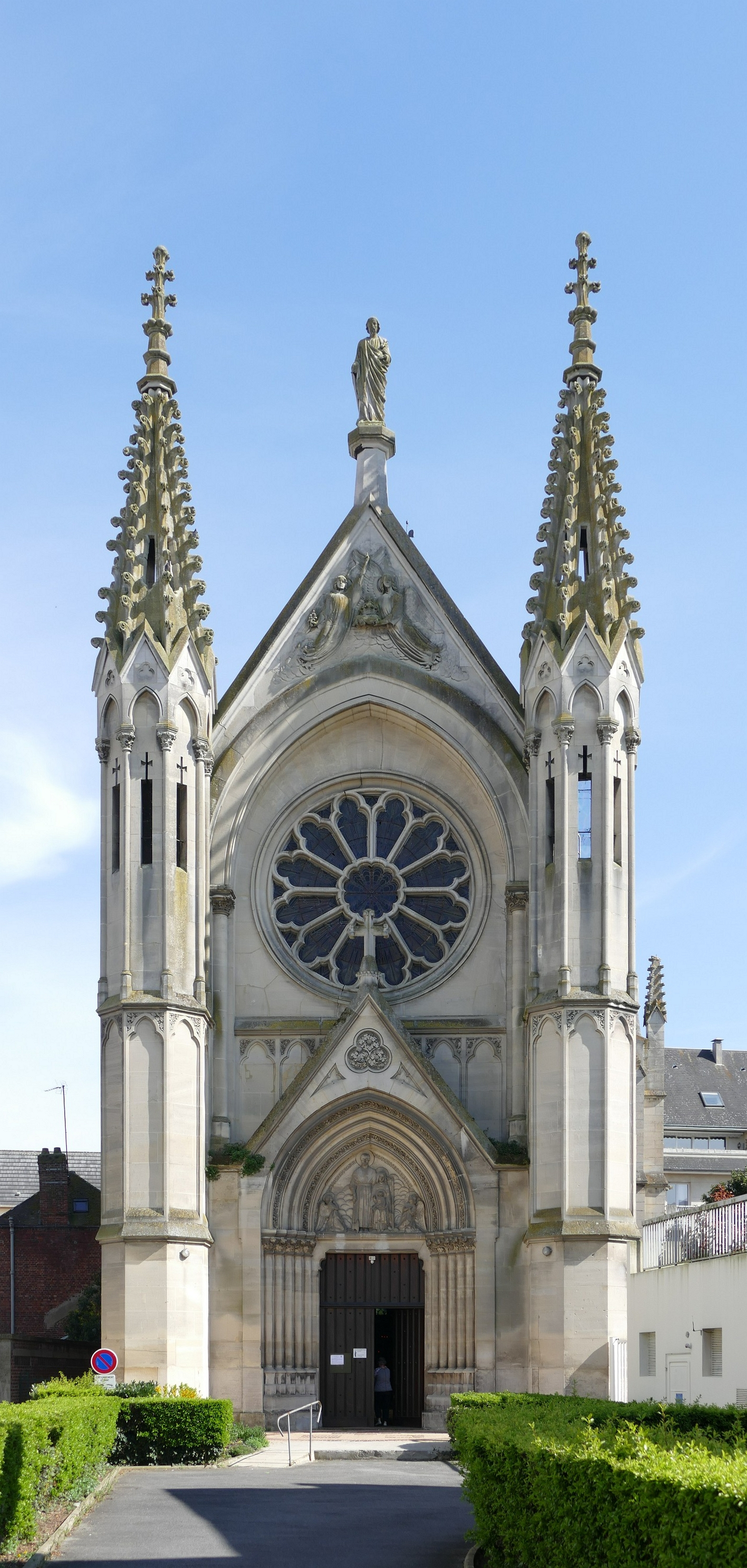
La chapelle Saint-Joseph de Beauvais
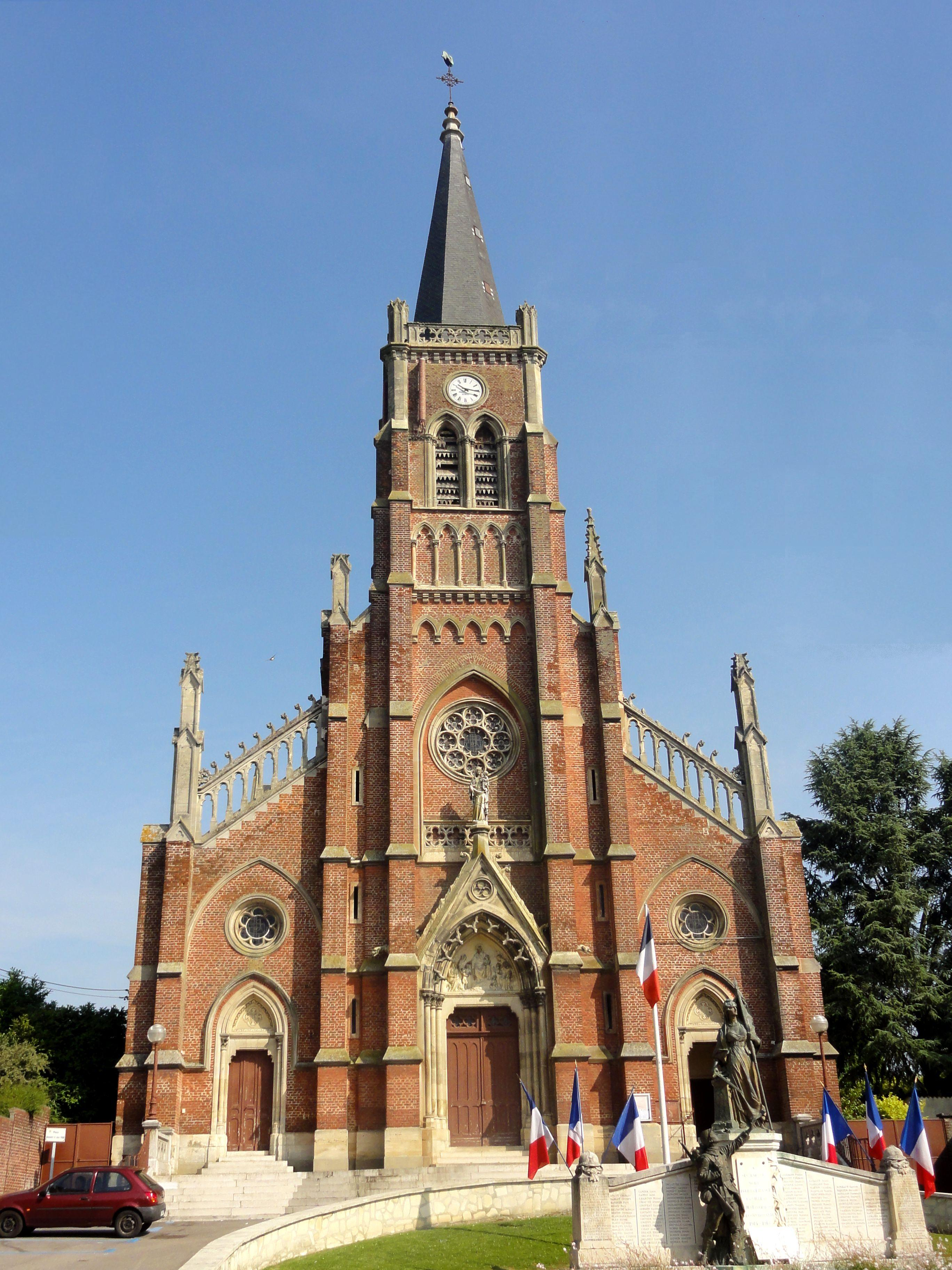
Église Saint-Just de Saint-Just-en-Chaussée
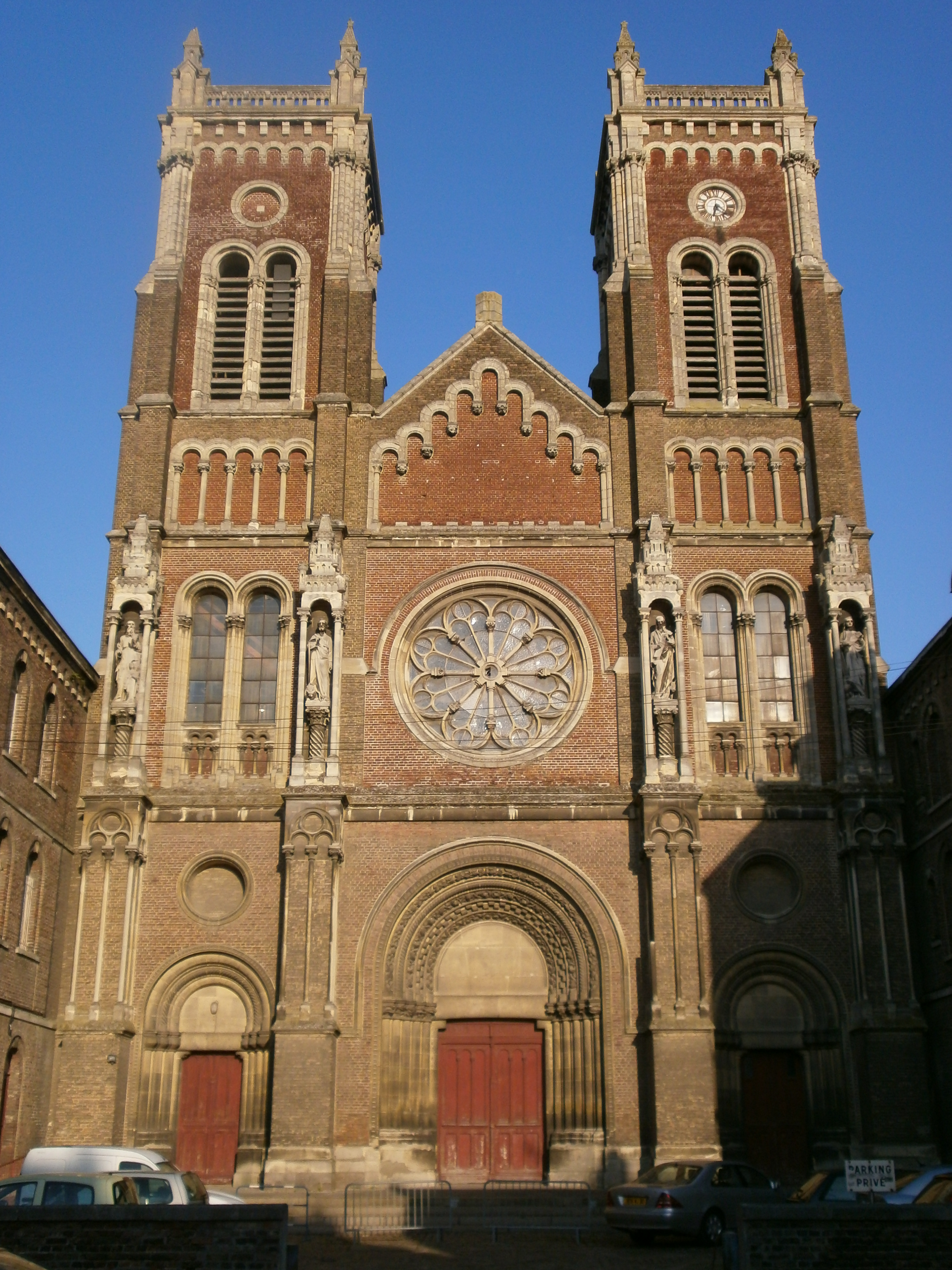
Église Sainte-Anne d'Amiens
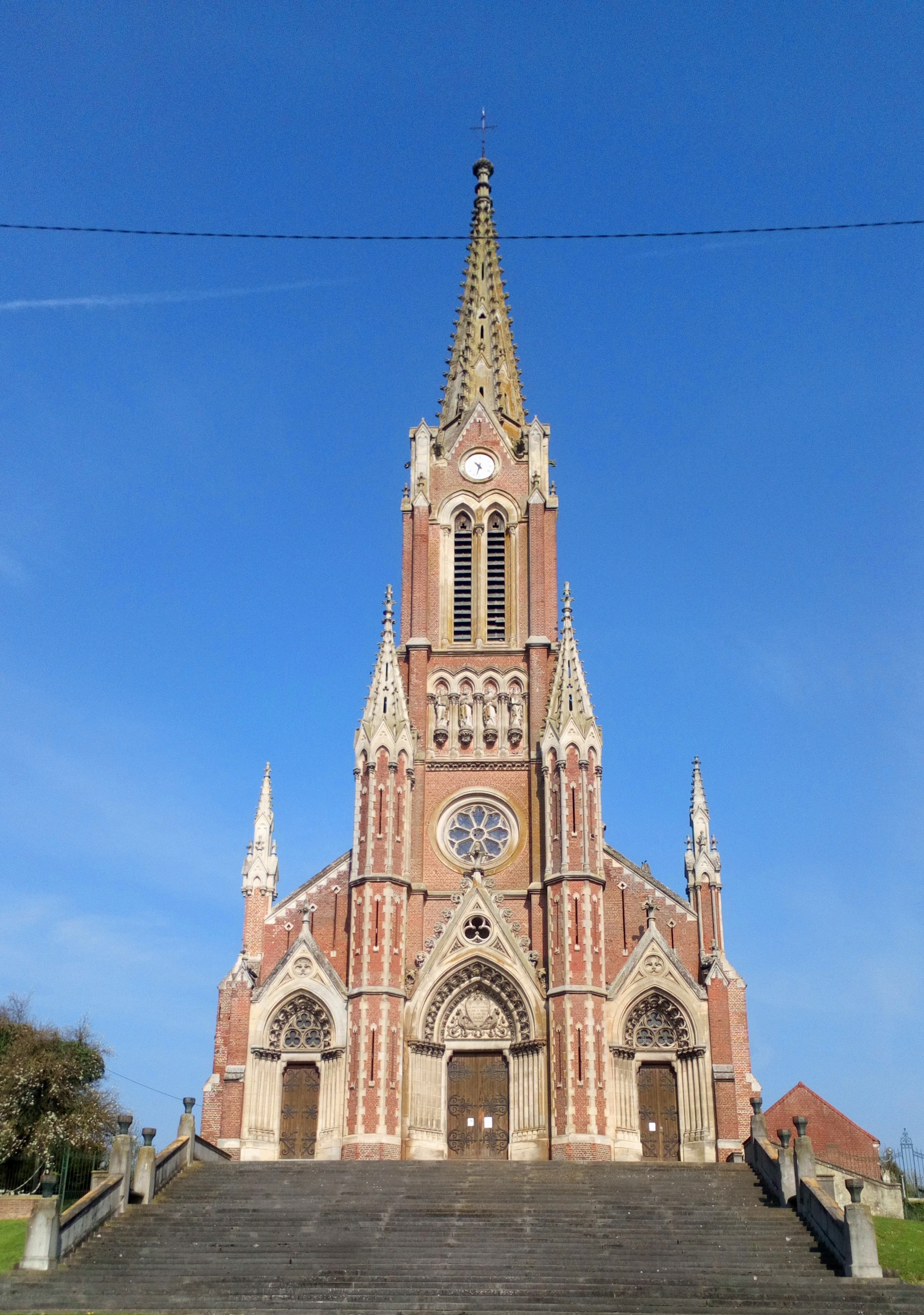
Église Saint-Nicolas de Beauval
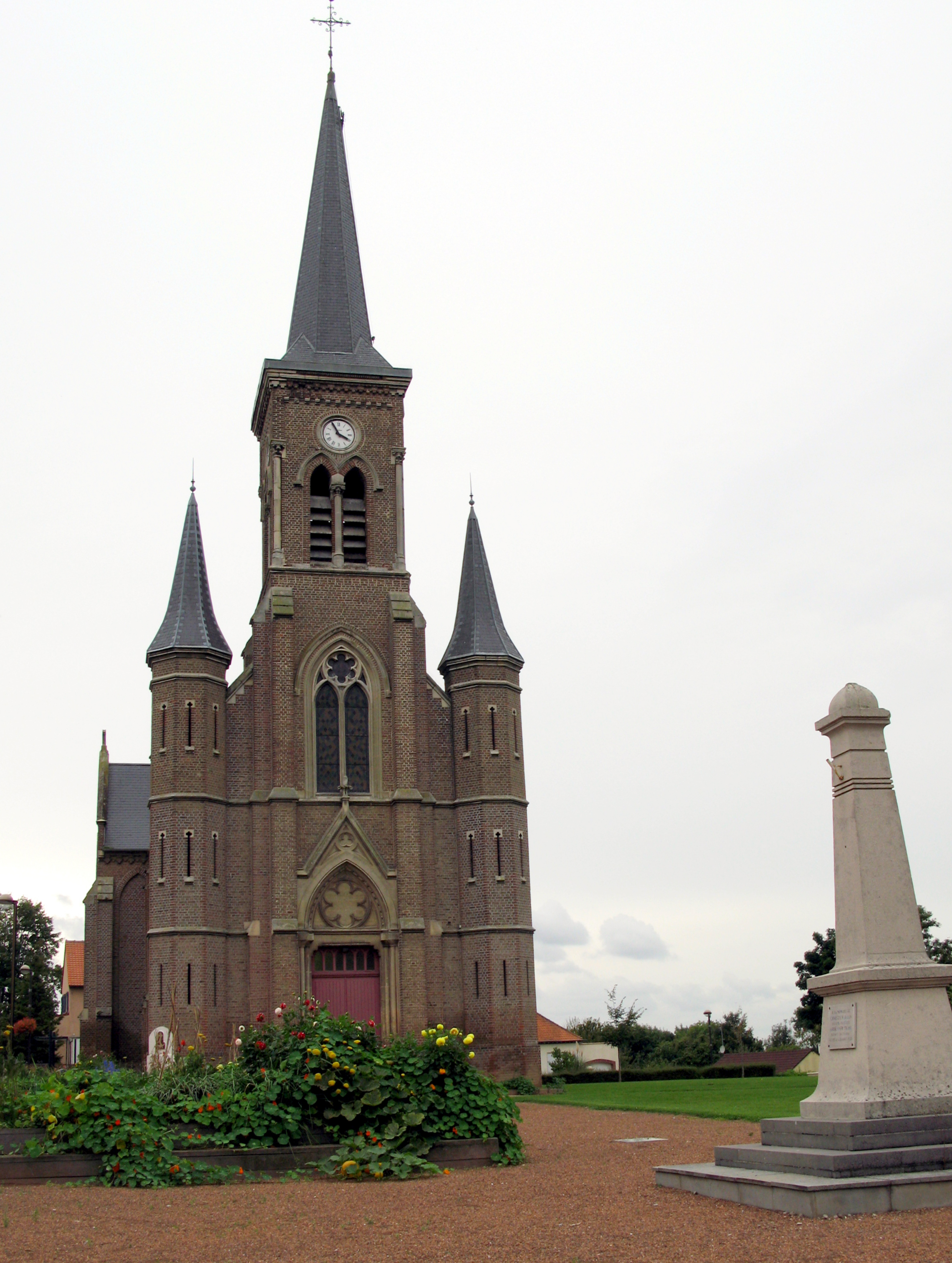
Église Saint-Léger de Glisy